# Heart Eyes
Heart Eyes es una película de comedia romántica slasher estadounidense de 2025 dirigida por Josh Ruben y escrita por Phillip Murphy, Christopher Landon (quien también produce) y Michael Kennedy.  La película está protagonizada por Olivia Holt y Mason Gooding como un par de compañeros de trabajo que son confundidos con una pareja por un asesino en serie; Gigi Zumbado, Michaela Watkins, Devon Sawa, Yoson An y Jordana Brewster también protagonizan.
Heart Eyes se estrenó en cines el 7 de febrero de 2025 por Screen Gems (a través de Sony Pictures Releasing ) en América del Norte y por Republic Pictures (a través de Paramount Pictures ) a nivel internacional. La película recibió críticas generalmente positivas de los críticos. La película recaudó 30,4 millones de dólares en cines en Estados Unidos y Canadá, y 2,6 millones de dólares en otros territorios, para un total de taquilla mundial de 33,0 millones de dólares.

## Argumento
Durante los últimos años, un asesino en serie conocido como "Heart Eyes" se ha mudado de diferentes ciudades de Estados Unidos, matando a varias parejas el día de San Valentín. En ese año, Heart Eyes se muda a Seattle y asesina a dos parejas: una en una bodega y otra en un spa. En la bodega se encuentra un anillo de bodas grabado con las iniciales "JS".
Ally McCabe, diseñadora de propuestas para una empresa de joyería que recientemente rompió con su novio Collin, es ridiculizada por un anuncio que escribió sobre parejas condenadas, considerado ofensivo a la luz de los recientes asesinatos. El jefe de Ally, Crystal, le ordena trabajar con el consultor publicitario Jay Simmonds, a quien Ally había conocido anteriormente en una cafetería. Jay sugiere que cenen esa noche para inspirarse y Monica, la amiga de Ally, la ayuda a elegir un atuendo.
Ally y Jay se conocen en el restaurante, pero Ally se muestra hostil a medida que cuestionan las opiniones del otro sobre el amor. Jay, ofendido, se va y Ally lo sigue, besándolo mientras ve a Collin acercándose con su nueva novia Sienna. Desde la distancia, Heart Eyes observa. Los dos se reconcilian y toman un taxi hasta el apartamento de Ally, donde ella se da cuenta de que olvidó su llave y Jay la ayuda a entrar, cortándose la mano en el proceso. Ally ayuda a curar la herida de Jay en el piso de arriba, pero Heart Eyes los ataca. Él mata al taxista y los persigue, dejando inconsciente a Jay; Ally huye hasta que puede pedir ayuda. Los detectives Jeanine Shaw y Zeke Hobbs arrestan a Jay por los asesinatos, tras encontrarlo con la máscara y el arma del asesino.
En la estación, Shaw y Hobbs señalan que las iniciales de Jay coinciden con las del anillo encontrado en la bodega, y que estaba en las mismas ciudades al mismo tiempo que los ataques anteriores del asesino. Ally espera en el vestíbulo con el recepcionista Fran y el técnico de TI David; al salir, David le pide una cita a Ally, pero ella se niega debido a su estrés reciente. Cuando el poder se desactiva, Heart Eyes aparece y mata a Fran antes de atacar a Ally. Shaw se enfrenta a Heart Eyes, quien escapa y mata a Hobbs. Ally rescata a Jay y huyen a un autocine, donde se conectan mientras se esconden. Heart Eyes asesina a varios espectadores, lo que provoca que el dúo decida enfrentarlo. En la refriega, Ally y Jay hieren mortalmente a Heart Eyes y lo desenmascaran, revelando a un hombre desconocido. Una ambulancia los atiende hasta que llega Shaw, herido pero con vida. Ella le ofrece a Jay llevarlo y él lo acepta.
En casa, Ally se da cuenta de que se enamoró de Jay y va a buscarlo, pero Heart Eyes la llama para revelarle que está reteniendo a Jay en una capilla y lo matará a menos que ella vaya sola. Ally llega y se revela que Heart Eyes es David y Shaw, una pareja casada en secreto, mientras que el tercer asesino fallecido era su fanático y amante. Cometieron todos los asesinatos, intercambiando el disfraz; en particular, David mató a la pareja en la bodega, perdiendo su anillo de bodas. Su motivación es la pasión por matar juntos por diversión.
Le presentan a Ally la opción de suicidarse o de suicidarse con Jay, pero ella le dispara a Shaw, hiriendo a Jay en el proceso. Las dos parejas pelean y Jay apuñala a David en el ojo con su propia flecha, lo que hace que David caiga sobre unas velas, cuya cera lo inmola. Shaw, sorprendida y enfurecida, intenta matar a Ally, pero Ally sorprende a Shaw apuñalándole el cuello con una pajita de metal y gana la partida, empujando furiosamente a Shaw hacia la espada de una estatua de San Valentín, que la apuñala en el cuello mientras la decapita lentamente. David vuelve a la vida momentáneamente, pero Jay le dispara y lo mata con otra flecha, poniendo fin finalmente a la matanza de Heart Eyes. Un año después, Ally regresa a la escuela de medicina y la pareja asiste a un autocine. Jay le pide a Ally que se mude con él, pero ella le propone matrimonio y él acepta.
En una escena a mitad de los créditos, Ally recibe una llamada telefónica siniestra, que se revela como una broma de Monica. Mientras felicita a la pareja, la llamada se corta.

## Reparto
- Olivia Holt como Ally McCabe, una diseñadora de presentaciones
- Mason Gooding como Jay Simmons, un publicista consultor.
- Gigi Zumbado como Mónica, amiga de Ally
- Michaela Watkins como Crystal Cane, la jefa de Ally, Jay y Monica.
- Devon Sawa como el detective Zeke Hobbs
- Jordana Brewster como Det. Jeanine Shaw
- Yoson An como David Shaw, técnico de TI
- Bronwyn Bradley como Fran, oficial de escritorio
- James Gaylyn como el jefe Richard Hartley
- Lauren O'Hara como Adeline Garrett
- Ben Black como Collin, el ex de Ally.
- Chris Parker como Tommy, el asistente de Crystal.

Además, Josh Ruben tiene una aparición especial como cliente de un autocine.

## Producción
La película está dirigida por Josh Ruben y producida por Spyglass Media Group. El guion está escrito por Phillip Murphy, Michael Kennedy y Christopher Landon.
El rodaje tuvo lugar en Nueva Zelanda en junio de 2024. En octubre, se anunció que Jay Wadley compondría la banda sonora de la película.

## Estreno

### Teatral
En junio de 2024, Republic Pictures adquirió los derechos de distribución mundial de la película fuera de Estados Unidos y Canadá. En septiembre de 2024, Sony Pictures adquirió los derechos de distribución en América del Norte y la estrenó el 7 de febrero de 2025.

### Medios domésticos
La película se estrenó en formato digital el 4 de marzo. La película se estrenará el 15 de abril en DVD y Blu-ray. 

## Recepción

### Taquillas
En Estados Unidos y Canadá, Heart Eyes se estrenó junto con Love Hurts y se proyectó que recaudaría entre 7 y 8 millones de dólares. millones de 3.102 salas en su fin de semana de estreno. La película recaudó 3,7 millones de dólares. millones en su primer día, incluyendo un estimado de $1.1 Millones de vistas previas del jueves por la noche. Debutó con un precio de $8.3 millones, quedando en segundo lugar, detrás de Dog Man, que aún se conserva. La película tuvo un rendimiento inferior entre las parejas, ya que solo el 40% de los asistentes del fin de semana de estreno acudieron con su cónyuge o pareja, al igual que Companion, la película de estreno del fin de semana anterior. El fin de semana siguiente, que coincidió con el Día de San Valentín, la película recaudó 9,9 millones de dólares. millones, un aumento del 19% que se considera poco común en las películas de terror, que normalmente sufren fuertes caídas en su segundo fin de semana. Se lanzó en formato digital el 4 de marzo de 2025 y salió del top ten de taquilla el fin de semana siguiente. La película finalmente recaudó 30,4 millones de dólares en cines en Estados Unidos y Canadá. 

### Respuesta crítica
En el sitio web recopilador de reseñas Rotten Tomatoes, el 81 % de las 159 reseñas de los críticos son positivas, con una calificación promedio de 6,3/10. El consenso del sitio web dice: «Una mezcla de slasher sangriento y comedia romántica tierna que domina ingeniosamente ambas fórmulas, Heart Eyes ofrece una película sangrienta y emocionante». Metacritic, que utiliza una media ponderada, le asignó a la película una puntuación de 61 sobre 100, basándose en 28 críticos, lo que indica críticas generalmente favorables. El público encuestado por CinemaScore le dio a la película una calificación promedio de «B–» en una escala de A+ a F, mientras que el encuestado por PostTrak le dio un 68 % de puntuación positiva general.